# Câmpia Asfodelelor
În mitologia greacă, Câmpia Asfodelelor este o secțiune a infernului (Hades) în care sufletele oamenilor obișnuiți sunt trimise să trăiască după moarte.
Pentru poeții greci ulteriori, asocierea foarte veche pre-homerică a floarei Asphodel cu o formă pozitivă de viață după moarte, precum și rolul extins al Câmpiile Elizee, care a devenit destinația a mai mult de câțiva eroi norocoși, a modificat caracterul pajiștilor. Poeții greci care au scris după timpul lui Homer le descriu ca fiind neatinsi, minunați, moi și sfinți. O astfel de schimbare evolutivă este destul de comună: "Ca majoritatea culturilor din istoria umană, atât antice cât și moderne, grecii au avut opinii complexe și uneori contradictorii despre viața de apoi". 
Unele descrieri îl descriu ca pe un teren de neutralitate totală. In timpul vietii locuitorii ce nu făcut nici bine, nici rău, așa sunt tratați și în viața de apoi. Alte descrieri au arătat, de asemenea, că toți locuitorii beau din râul Lethe înainte de a intra în câmpuri, pierzându-și astfel identitatea. Această perspectivă oarecum negativă asupra vieții de după moarte pentru cei care au un impact redus a fost probabil transferată pentru a încuraja militarismul în culturile grecești, spre deosebire de lipsa de acțiune. De fapt, cei care au luat arme și au devenit eroi au fost răsplătiți cu bucurie veșnică în Câmpiile Elizee.